# Hastulopsis
Hastulopsis là một chi ốc biển, là động vật thân mềm chân bụng sống ở biển trong họ Terebridae, họ ốc dài.

## Các loài
Các loài thuộc chi Hastulopsis bao gồm:
- Hastulopsis alveolata (Hinds, 1844)[2]
- Hastulopsis amoena (Deshayes, 1859)[3]
- Hastulopsis bilineata (Aubry, 2004)[4]
- Hastulopsis blanda (Deshayes, 1859)[5]
- Hastulopsis burchi (Bratcher & Cernohorsky, 1982)[6]
- Hastulopsis campbelli (Burch, 1965)[7]
- Hastulopsis conspersa (Hinds, 1844)[8]
- Hastulopsis elialae (Aubry, 1994)[9]
- Hastulopsis gotoensis (E.A. Smith, 1879)[10]
- Hastulopsis hindsi (Deshayes, 1857)[11]
- Hastulopsis loisae (E.A. Smith, 1903)[12]
- Hastulopsis marmorata (Deshayes, 1859)[13]
- Hastulopsis melanacme (E.A. Smith, 1873)[14]
- Hastulopsis mindanaoensis Aubry, 2008[15]
- Hastulopsis pertusa (Born, 1778)[16]
- Hastulopsis pseudopertusa (Bratcher & Cernohorsky, 1985)[17]
- Hastulopsis suspensa (E.A. Smith, 1904)[18]
- Hastulopsis turrita (E.A. Smith, 1873)[19]
- Hastulopsis whiteheadae (Aubry & Marquet, 1995)[20]